# Lista de canções não lançadas por Britney Spears

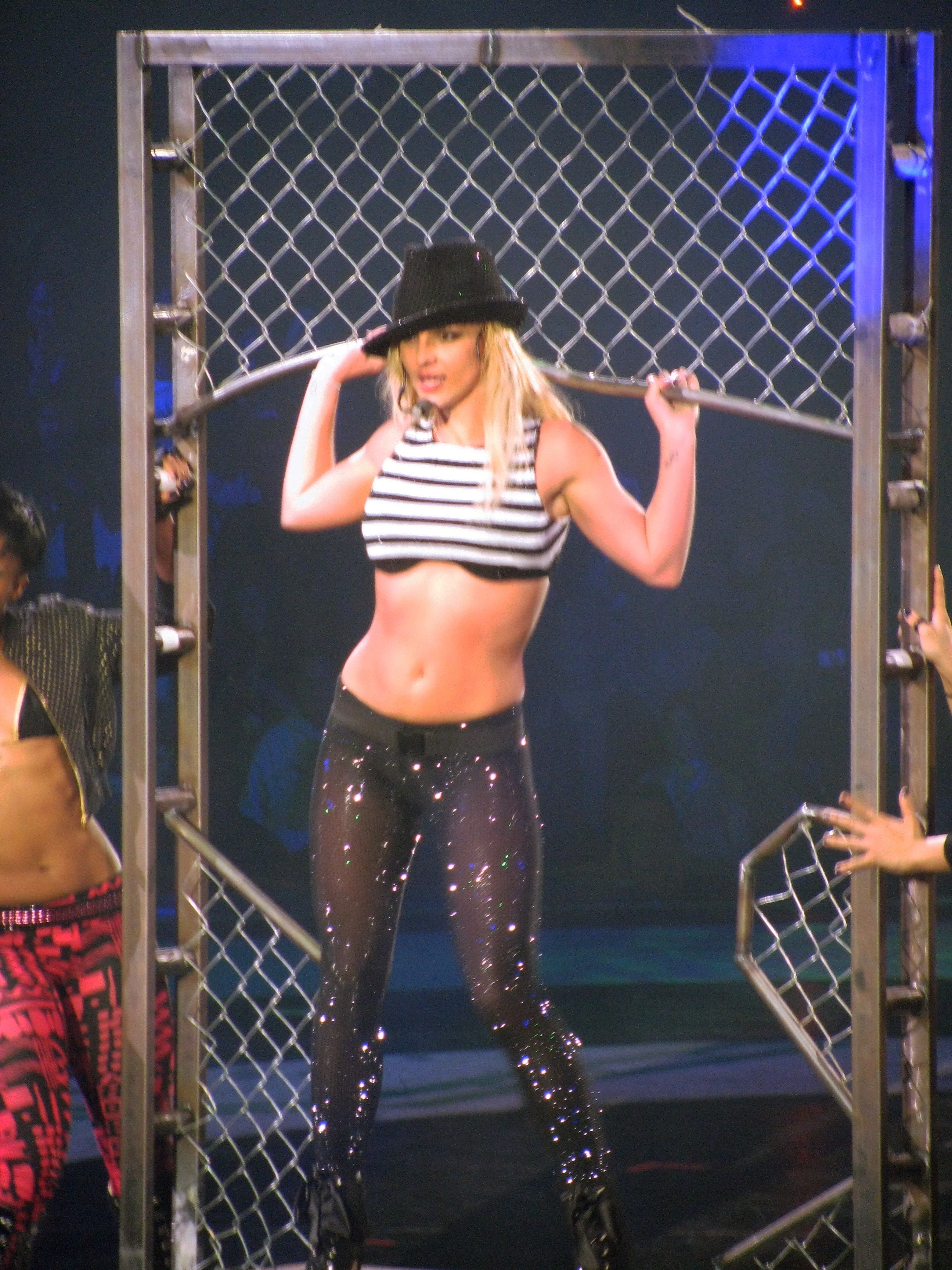
Spears em uma performance de "Toxic" durante um concerto da turnê The Circus Starring Britney Spears em 2009.

Esta lista de canções não lançadas por Britney Spears apresenta o material escrito e gravado por essa artista e cantora estadunidense e que nunca foi oficialmente lançado. As canções incluídas nesta lista estão registradas e não foram lançadas comercialmente ou promocionalmente ou são gravações que ganharam a atenção da mídia ou foram confirmadas pela própria Spears. Muitas das canções inéditas da cantora pop foram registradas — geralmente por sua empresa Britney Spears — com organismos profissionais como o United States Copyright Office, Broadcast Music Incorporated (BMI) e American Society of Composers, Authors and Publishers (ASCAP). Muitas canções não lançadas oficialmente por Spears foram agendadas para lançamento em álbuns da cantora, incluindo seus álbuns de estúdio Britney (2001), Blackout (2007) e Circus (2008). Por razões desconhecidas, as faixas foram finalmente rejeitadas e permanecem inéditas.
O material inédito da cantora pop inclui músicas gravadas por Spears e versões demo, algumas co-escritas por artistas como Justin Timberlake e Lady Gaga. Em 1997, Spears gravou "Today", originalmente concebida para Toni Braxton. Trechos de "Rebellion" e "For My Sister" foram lançados no site oficial de Britney em 2006. Ela também co-escreveu e gravou canções que mais tarde foram dadas para outros artistas, tais como a sua irmã Jamie Lynn Spears e a cantora coreana BoA. Várias músicas de Britney foram divulgadas na Internet sem ganhar um lançamento oficial. Ao longo de 2010, vários vazamentos ganharam uma atenção significativa, incluindo "Am I a Sinner", "Mad Love", "When I Say So" e "Telephone", tendo este último sido previamente divulgado por Gaga.

## Legenda
| †  | Denota canções registradas através da Broadcast Music Incorporated (BMI)                            |
| ‡  | Denota canções registradas através da American Society of Composers, Authors and Publishers (ASCAP) |
| †‡ | Denota canções registradas através da BMI e ASCAP                                                   |
| *  | Denota canções citadas pela cantora ou músicas que vazaram ou foram citadas por seus produtores     |
| ‡* | Denota canções registradas através da ASCAP e citadas por seus produtores                           |

## Canções
| Canção                      | Compositor(es)                                                                                   | Notas |
| --------------------------- | ------------------------------------------------------------------------------------------------ | --- |
| "Abroad"†                   | Marcella Araica Danja Ezekiel Lewis Balewa Muhammad Candice Nelson Patrick M. Smith              | - Publicado por Christopher Matthew Music e Hitco Music - Vazou em 6 de outubro de 2011 |
| "Antidote"†                 | Desconhecido                                                                                     | - Vazou apenas o instrumental. |
| "All That She Wants"        | Jonas Berggren Ulf Ekberg                                                                        | - Vazou em 24 de janeiro de 2008 |
| "Am I a Sinner"             | Desconhecido                                                                                     | - Vazou em 29 de julho de 2010 |
| "Baby Can't You See"*       | Desconhecido                                                                                     | - Deixou de ser incluído em Britney (2001) - Primeira balada produzida pelo The Neptunes. |
| "Bring Me Home"*            | Desconhecido                                                                                     | - Deixou de ser incluído em Britney (2001) |
| "Can Caper"‡                | Samuel Paul Godin                                                                                | - Tinha sido programado como tema para um comercial da Pepsi estrelado por Spears - Publicado por Audile Productions |
| "Downtown"†                 | Kara DioGuardi J. R. Rotem                                                                       | - Publicado por Bug Music e Southside Independent Music Publishing LLC |
| "Dramatic"                  | Desconhecido                                                                                     | - Deixou de ser incluído em Blackout (2007) - Em março de 2008, uma versão em dueto com Heidi Montag foi enviado para Ryan Seacrest que estreou em seu programa On Air with Ryan Seacrest. Ambos, a Jive Records e os representantes de Montag negaram ter conhecimento da gravação. - Vazou em 16 de abril de 2010                    |
| "Every Day"‡                | Xandy Barry Wally Gagel Britney Spears                                                           | - Publicado por Laurel Street Music Inc, Production Club Music e Universal Music Corporation |
| "Fed-Ex"‡                   | Shakur Green                                                                                     | - Registrado na ASCAP com produtores desconhecidos. |
| "Follow Me"†                | Henrik Jonback Britney Spears Bloodshy & Avant                                                   | - Escrita para a irmã Jamie Lynn Spears como canção tema da série de televisão Zoey 101 - Existe uma versão demo por Britney Spears - Publicado por Britney Spears Music e Universal Music Z Songs |
| "Follow My Fingers"         | Cathy Dennis Freescha Nicole Morier Britney Spears                                               | - Publicado por Britney Spears Music, Hawk Arm Music, Sizzlegodlessgod Music e Universal Music Z Songs - Registrado em 2010 através da United States Copyright Office |
| "For My Sister"             | Desconhecido                                                                                     | - Um trecho foi publicado no site oficial de Spears em 7 de abril de 2006. - Deixou de ser incluído em Blackout (2007) |
| "Graffiti My Soul"          | Brian Higgins Miranda Cooper Lisa Cowling Tim Powell Peplab                                      | - Deixou de ser incluído em In the Zone (2003) - Foi gravado por Girls Aloud para o seu segundo álbum What Will the Neighbours Say? (2004) |
| "Grow"‡*                    | Steve Anderson Lisa Greene Britney Spears                                                        | - Descrito por Steve Anderson como uma "eletro-balada" - Deixou de ser incluído em Blackout (2007) - Publicado por Universal Polygram International Publishing Inc |
| "Guilty"†                   | Joseph Belmatti Cutfather Balewa Muhammad Britney Spears                                         | - Publicado por Warner-Tamerlane Publishing Corp |
| "Hooked On"†‡               | Pharrell Williams                                                                                | - Publicado por EMI Blackwood Music Inc e Songs for Beans |
| "It's Britney Spears Baby"† | Wade Robson                                                                                      | - Publicado por Wajero Sound |
| "Like I'm Fallin'"‡         | Michelle Bell Britney Spears                                                                     | - Publicado por Elleganza Music Publishing e Universal Music Corporation |
| "Look Who's Talking Now"    | Michelle Bell Britney Spears Bloodshy & Avant                                                    | - Foi gravada como "Look Who's Talking" para o álbum de estreia em inglês de BoA, BoA (2009) - Existe uma versão demo por Britney Spears - Publicado por Britney Spears Music e Universal Music Z Songs - Registrado em 2010 através da United States Copyright Office                                                                 |
| "Mad Love"                  | Desconhecido                                                                                     | - Contém amostras de "Darkest Night" de Lafayette Afro Rock Band - Vazou em 29 de julho de 2010 |
| "Money Love and Happiness"‡ | Michelle Bell Britney Spears RedOne Nanna Kristiansson                                           | - Publicado por Elleganza Music Publishing e Universal Music Corporation |
| "My Big Secret"†            | Chad Hugo Pharrell Williams                                                                      | - Publicado por EMI Blackwood Music Inc e Songs for Beans |
| "Ouch"‡                     | Michelle Bell Britney Spears Nanna Kristiansson                                                  | - Publicado por Elleganza Music Publishing e Universal Music Corporation |
| "Poison"‡                   | Shakur Green                                                                                     | - Registrado no ASCAP com produtores desconhecidos. |
| "Pulse"‡                    | Joseph Belmatti Cutfather Remee Lorne Tennant                                                    | - Publicado por Chrysalis Music |
| "Rebellion"                 | Desconhecido                                                                                     | - Um trecho foi publicado no site oficial de Spears em outubro de 2006. - Deixou de ser incluído em Blackout (2007) |
| "Rockstar"‡                 | Penelope Magnet Thabiso Nikhereanye Britney Spears Christopher Stewart                           | - Publicado por 7 Syllables Music, Marchninenth Music, Songs of Peer LTD and Tabulous Music |
| "She'll Never Be Me"‡       | Alex Greggs Brad Daymond Britney Spears Justin Timberlake                                        | - Publicado por Tennman Tunes |
| "Sippin' On"‡               | Penelope Magnet Thabiso Nikhereanye Britney Spears Christopher Stewart                           | - Apresenta o rapper AC - Deixou de incluído em Blackout (2007) - Alternativamente conhecida como "What Ya Sippin On" - Publicado por 7 Syllables Music, Marchninenth Music, Songs of Peer LTD e Tabulous Music |
| "State of Grace"‡*          | Steve Anderson Lisa Greene Steve Lee                                                             | - Deixou de ser incluído em Blackout (2007) - Foi gravado como "Entre Nous Et Le Sol" por Christophe Willem para o seu segundo álbum, Caféine (2009) - Publicado por W B Music Group |
| "Take Off"‡                 | Michelle Bell Britney Spears Bloodshy & Avant                                                    | - Publicado por Elleganza Music Publishing e Universal Music Corporation |
| "Take the Bait"†            | Marcella Araica Nate "Danja" Hills Ezekiel Lewis Balewa Muhammad Candice Nelson Patrick M. Smith | - Publicado por Christopher Matthew Music e Hitco Music |
| "Telephone"*                | Lady Gaga Rodney Jerkins                                                                         | - Deixou de ser incluído em Circus (2008) - Gaga gravou a canção ao lado de Beyoncé para seu terceiro EP, The Fame Monster (2009). - Vazou em 3 de maio de 2010 |
| "Today"                     | Darren Wittington                                                                                | - Originalmente gravada por Toni Braxton, mais deixou de ser incluída em seu segundo álbum Secrets (1996) - Gravado por Spears em 1997, e apresentado pelo emprésario Larry Rudolph a um número de gravadoras |
| "To Love Let Go"†           | Tom Craskey Britney Spears Devo Springsteen                                                      | - Alternativamente conhecida como "Let Go" - Publicado por Britney Spears Music, Craskey Music, Grown Your Own Music e Universal Music Z Songs - Registrado em 2008 através da United States Copyright Office |
| "Untitled Lullabye"†        | William Anderson Britney Spears                                                                  | - Alternativamente conhecida como "Untitled/Lullabye" - Publicado por Britney Spears Music, Delightful Music LTD, Universal Music Z Songs e Warner-Tamerlane Publishing Corp - Registrado em 2008 através da United States Copyright Office                                                                                            |
| "Welcome to Me"†            | Wade Robson Britney Spears Carole Bayer Sager                                                    | - Publicado por Carol Bayer Sager Music e Wajero Sound |
| "When I Say So"†            | Brian Kierulf Joshua M. Schwartz Britney Spears BT                                               | - Deixou de ser incluída em Britney (2001) - Alternativamente conhecida como "Till I Say So" - Vazou em 29 de julho de 2010 - Publicado por Britney Spears Music, Chrysalis One Songs LLC, Emotech Music, Kierulf Songs, Mugsy Boy Publishing e Universal Music Z Songs - Registrado em 2004 através da United States Copyright Office |
| "Whiplash"‡                 | Gregory Kurstin Nicole Morier Britney Spears                                                     | - Deixou de ser incluído em Circus (2008) - Gravado por Selena Gomez & the Scene para o seu terceiro álbum, When the Sun Goes Down (2011) - Publicado por Emi April Music Inc e Kurstin Music |
| "Wonderland"†               | Jimmy Harry Balewa Muhammad Reza Safinia Sheppard Solomon Britney Spears                         | - Publicado por Irving Music |